# Palais de la généralité de Catalogne
Le palais de la généralité de Catalogne (en catalan : Palau de la Generalitat de Catalunya), pouvant être abrégé en palais de la Généralité, est un édifice public de la ville de Barcelone qui abrite le siège officiel de la présidence et du gouvernement autonome de Catalogne.

## Situation
Le bâtiment s'élève sur la Place Sant Jaume, en face de l'hôtel de ville de Barcelone, dans le quartier gothique, au cœur du district de la Vieille-Ville.

## Origine de la Généralité de Catalogne
Le 26 décembre 1282, la Généralité de Catalogne fut légalement constitués dans  le cadre de la Cort General de Catalunya (Cour générale de Catalogne) par le roi d'Aragon Pedro III avec la représentation de trois braços (bras) : le militaire, formé par les nobles ; l'ecclésiastique, formé par les dignitaires de l'Église ; et le populaire, formé par les représentants des municipalités dont le roi est suzerain.
Bien qu'au début ces réunions aient eu lieu une fois par an,  le 7 novembre 1289 une commission de représentation a été créée pour agir en permanence. Les Corts, ou Parlement catalan, considérés comme une représentation de l'ensemble ou « généralité » de la Catalogne, créèrent une commission pour percevoir les impôts que les Corts allaient accorder au roi d'Aragon. Les Cours, réunies à Cervera en 1359 sous le règne du roi d'Aragon Pedro (ou Pere) IV, ont institutionnalisé cette commission ou Délégation du Général, qui était sous le mandat de Berenguer de Cruïlles, le premier président de la Generalitat de Catalogne , nommée aussi Diputació del General del Principat de Catalunya (Députation générale de la principauté de Catalogne)
Le nombre de ses membres a varié avec les années jusqu'à arriver à six représentants en 1413, les deux premiers de chaque "bras", qui représentèrent le pouvoir réel en exécutant les décisions du Parlement catalan. En mars 2022, le gouvernement de la Généralité comprend 12 consellers ( "conseillers" ayant fonctions de ministres), plus son président et son vice-président.

## Description du bâtiment
Le bâtiment , un commerce à l'origine, fut acquis en 1340 par la Généralité, puis transformé et agrandit . Il est l'un des rares bâtiments d'origine médiévale en Europe qui continue à être le siège du gouvernement et de l'institution qui l'a construit à l'époque.
Avec le palais du Parlement de Catalogne, c'est l'un des symboles forts de la souveraineté de la Catalogne, en tant que nation historique, un édifice emblématique qui a survécu aux contingences historiques et politiques et qui apparaît comme un bastion de la démocratie en Catalogne.

## Galerie

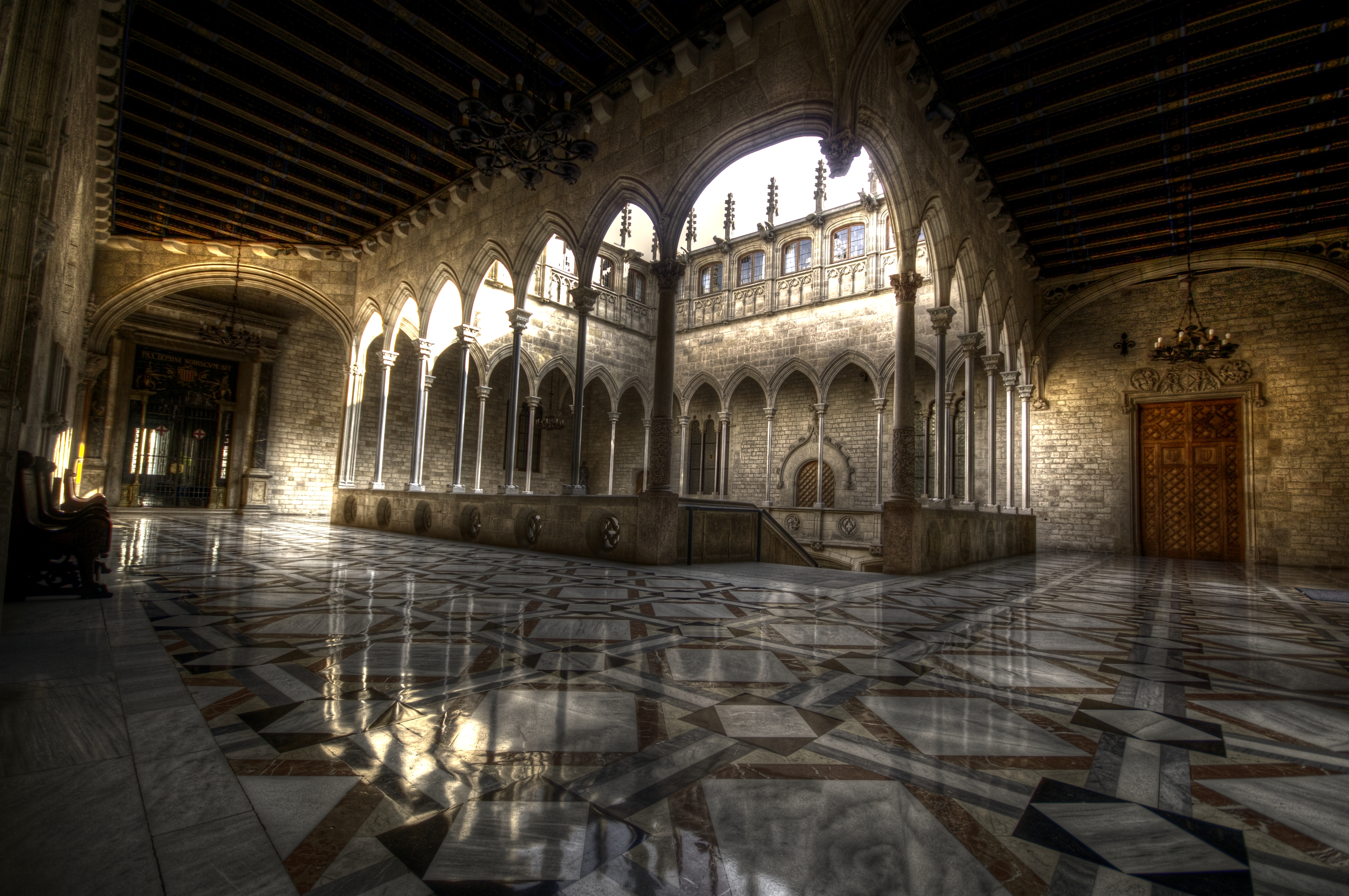
Vue générale.
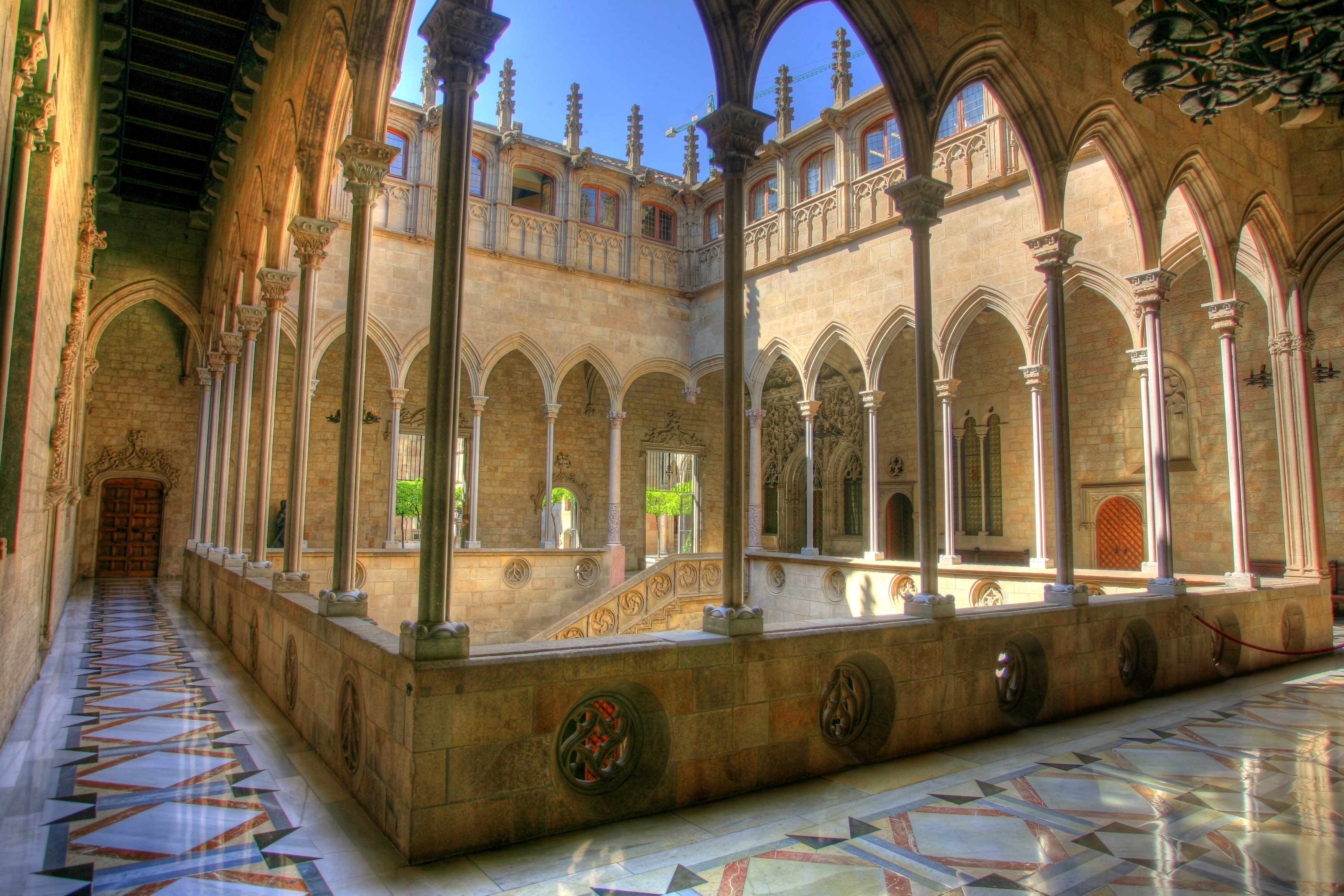
Galerie de la cour centrale.
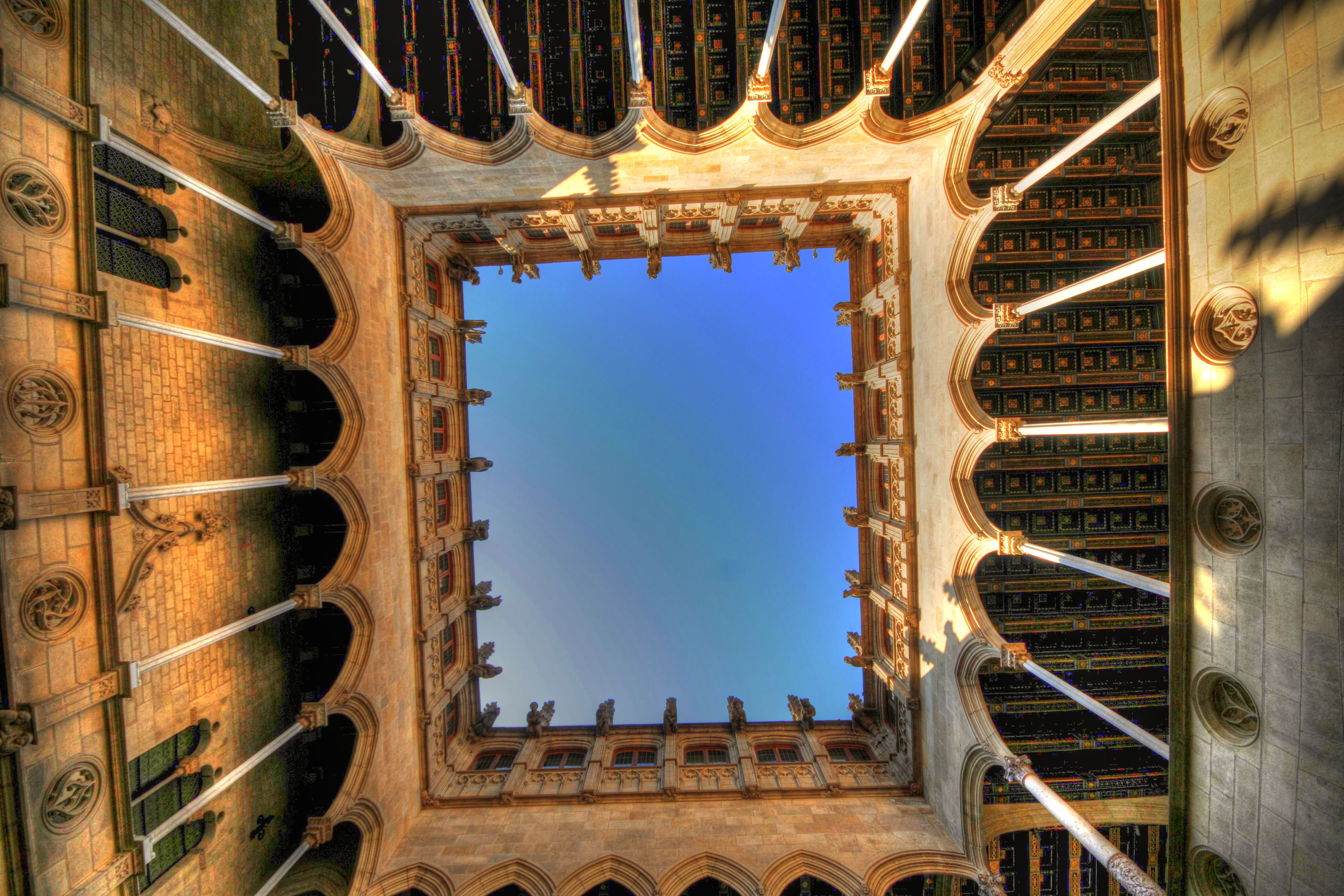
Cour centrale (vue en contre-plongée).
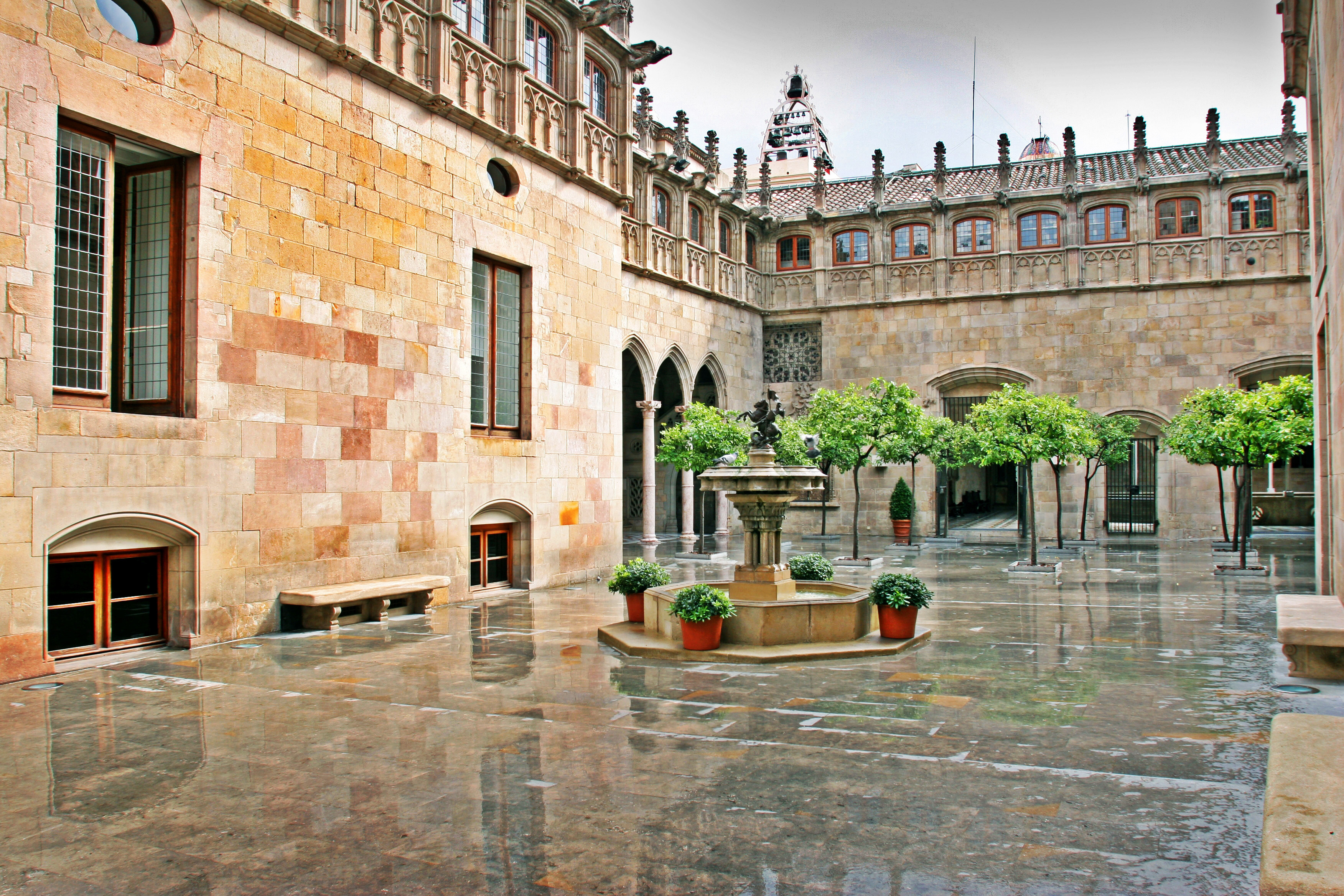
Cour des Orangers.
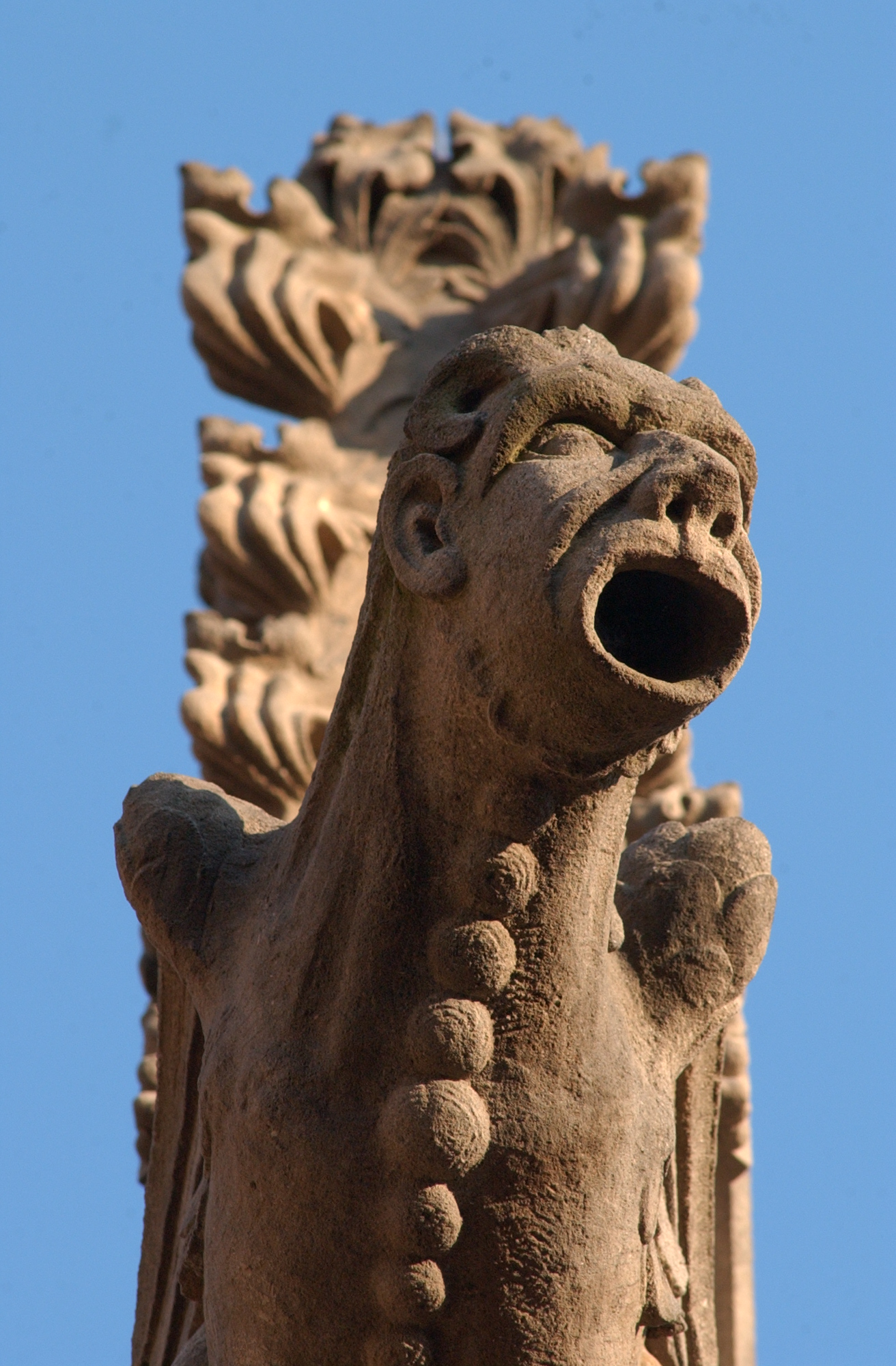
Gargouille.
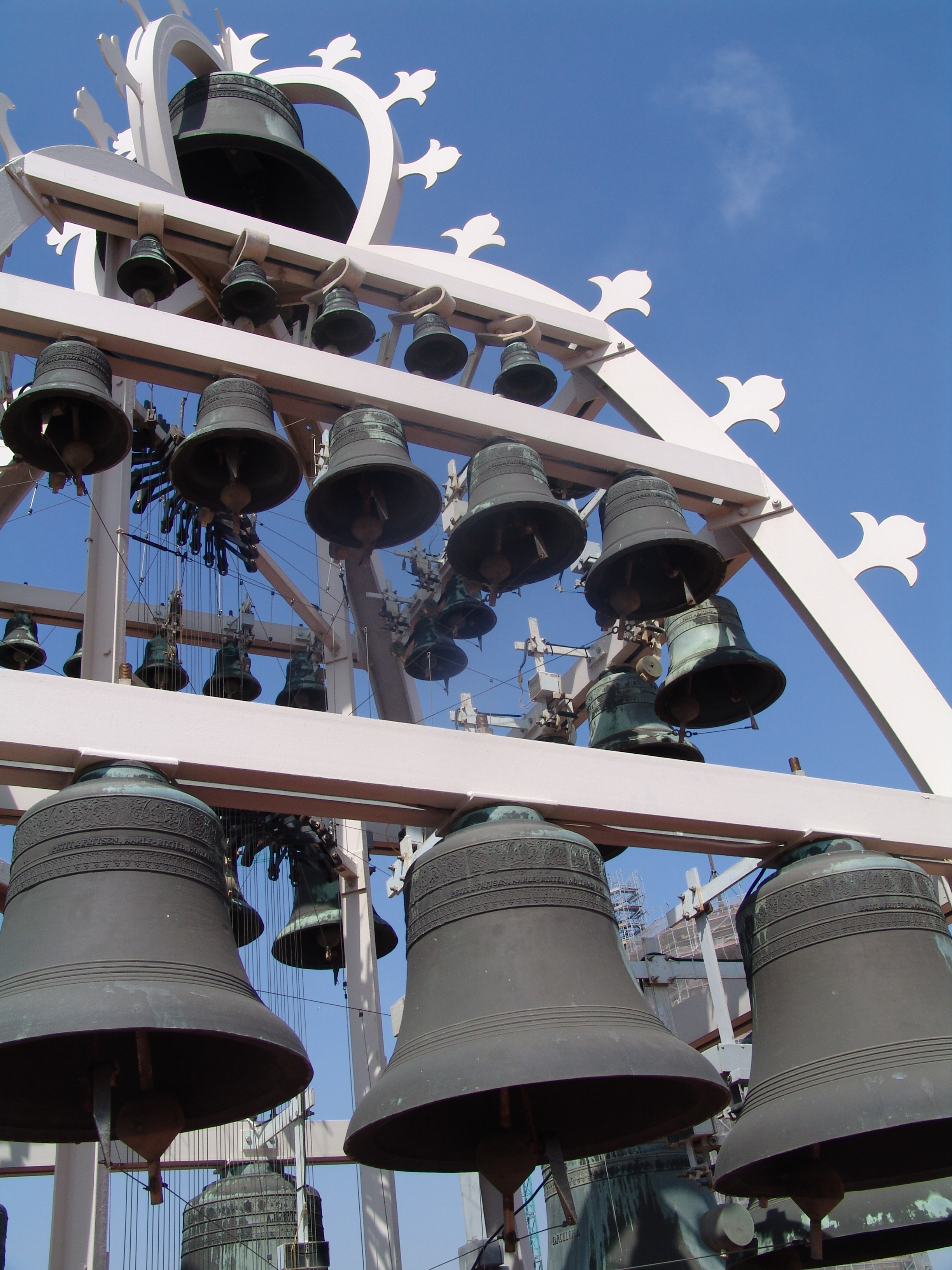
Carillon.
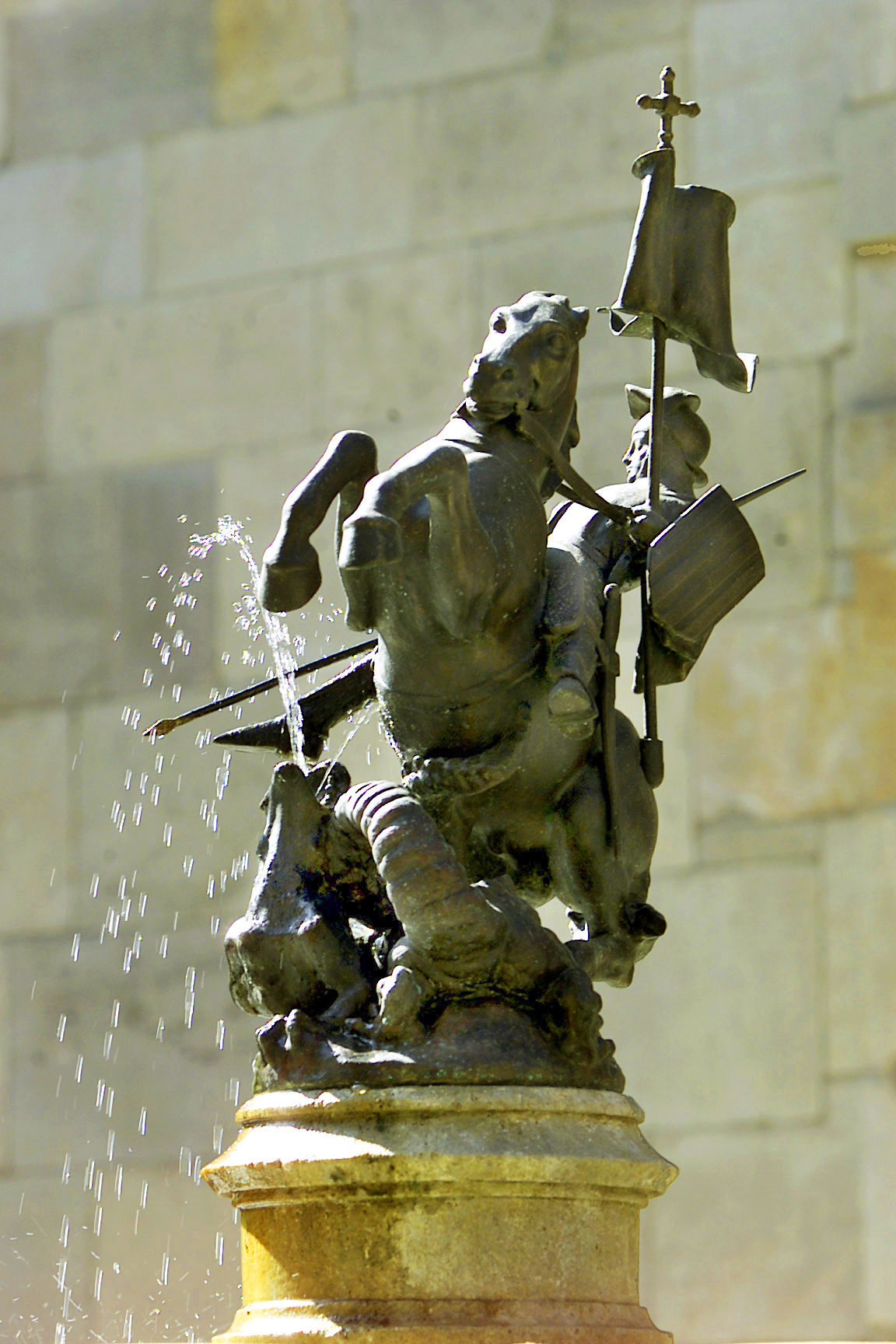
Sculpture de saint Georges.